# Paul Jenft
Pour les articles homonymes, voir Jenft.
Paul Jenft, né le 16 juin 2003, est un grimpeur sportif français, 4 fois champion d'Europe des jeunes, vice-champion du monde des jeunes en difficulté en 2021 et champion de France senior en bloc en 2022.

## Biographie
Il a commencé l’escalade à 7 ans en s'inscrivant à la suite de sa sœur dans un club à La Rochette en Savoie.
En 2024, il suit 10 heures de cours par semaine en cycle préparatoire intégré, à Polytech Grenoble.

## Carrière sportive

### En compétition

#### Chez les jeunes
En 2017, aux championnats d'Europe des jeunes, il devient champion d'Europe de bloc.
En 2018, aux championnats d'Europe des jeunes, il devient champion d'Europe de difficulté ; aux championnats du monde des jeunes, il accède à la 4ème place en bloc et en difficulté.
En 2019, aux championnats d'Europe des jeunes de 2019, il devient champion d'Europe de bloc et de difficulté ; aux championnats du monde des jeunes, il accède à la 4ème place en bloc et à la 6ème place en difficulté.
En 2021, aux championnats du monde des jeunes, il accède à la 3ème place en bloc et à la 2ème place en difficulté.

#### Chez les seniors
En 2021, lors des épreuves de la Coupe du monde, en difficulté, il accède à la 6ème place à Villars et à la 8ème place à Chamonix.
En 2022, il devient Champion de France senior de bloc. Lors des épreuves de la Coupe du monde, en bloc, il accède à la 4ème place à Meiringen et à Séoul, et en combiné (difficulté + bloc) il accède également à la 4ème place à Morioka.
En 2023, il devient vice-champion de France de bloc. Lors des épreuves de la Coupe du monde, en bloc, il obtient la médaille de bronze à Hachiōji. Aux championnats du monde de difficulté à Berne, il est finaliste et accède à la 6ème place.
En 2024, il est qualifié pour l'épreuve de combiné des Jeux olympiques d'été de 2024 à Paris. Il atteint la finale du combiné et y obtient la 8e place.

### Voies réalisées en extérieur
- Aitzol (8b+, flash) à Margalef

- Carnet d'adresse (250 m, 8b+ max) au rocher du Midi

- Seul face à mes couilles (8c) au Col du Marocaz, en 2017 (à 14 ans)[6]

- Métaphysique des tubes (8c) à Seynes

- L'âme du phénix (8c) au Kronthal

- Millésime (8c+) à Virignin

- Tonnerre d'orage (8c+) au col du Marocaz

- Il n'est jamais trop tard (8c+) à La Balme

- Takamine (9a) à Bionnassay

- Shortcut (9a) à La Balme